# Euchromius minutus
Euchromius minutus là một loài bướm đêm trong họ Crambidae.